# Erythrolamprus albertguentheri
Espèce
Synonymes
- Liophis guentheri Peracca, 1897 nec Garman, 1883

Erythrolamprus albertguentheri  est une espèce de serpents de la famille des Dipsadidae.

## Répartition
Cette espèce se rencontre :
- en Argentine dans les provinces du Chaco, de Formosa, de Salta et de Santiago del Estero ;
- en Bolivie ;
- au Paraguay.

## Étymologie
Cette espèce est nommée en l'honneur d'Albert Charles Lewis Günther.

## Publications originales
- Grazziotin, Zaher, Murphy, Scrocchi, Benavides, Zhang & Bonatto, 2012 : Molecular phylogeny of the New World Dipsadidae (Serpentes: Colubroidea): a reappraisal. Cladistics, vol. 28, no 5, p. 437–459.
- Peracca, 1897 : Rettili e Anfibi. Viaggio del Dott. Alfredo Borelli nel Chaco boliviano e nella Repubblica Argentina. Bollettino dei Musei di Zoologia ed Anatomia Comparata della R. Università di Torino, vol. 12, n. 274, p. 1-19 (texte intégral).